# Asakita-ku (Hiroshima)

Lage von Asakita-ku in Hiroshima

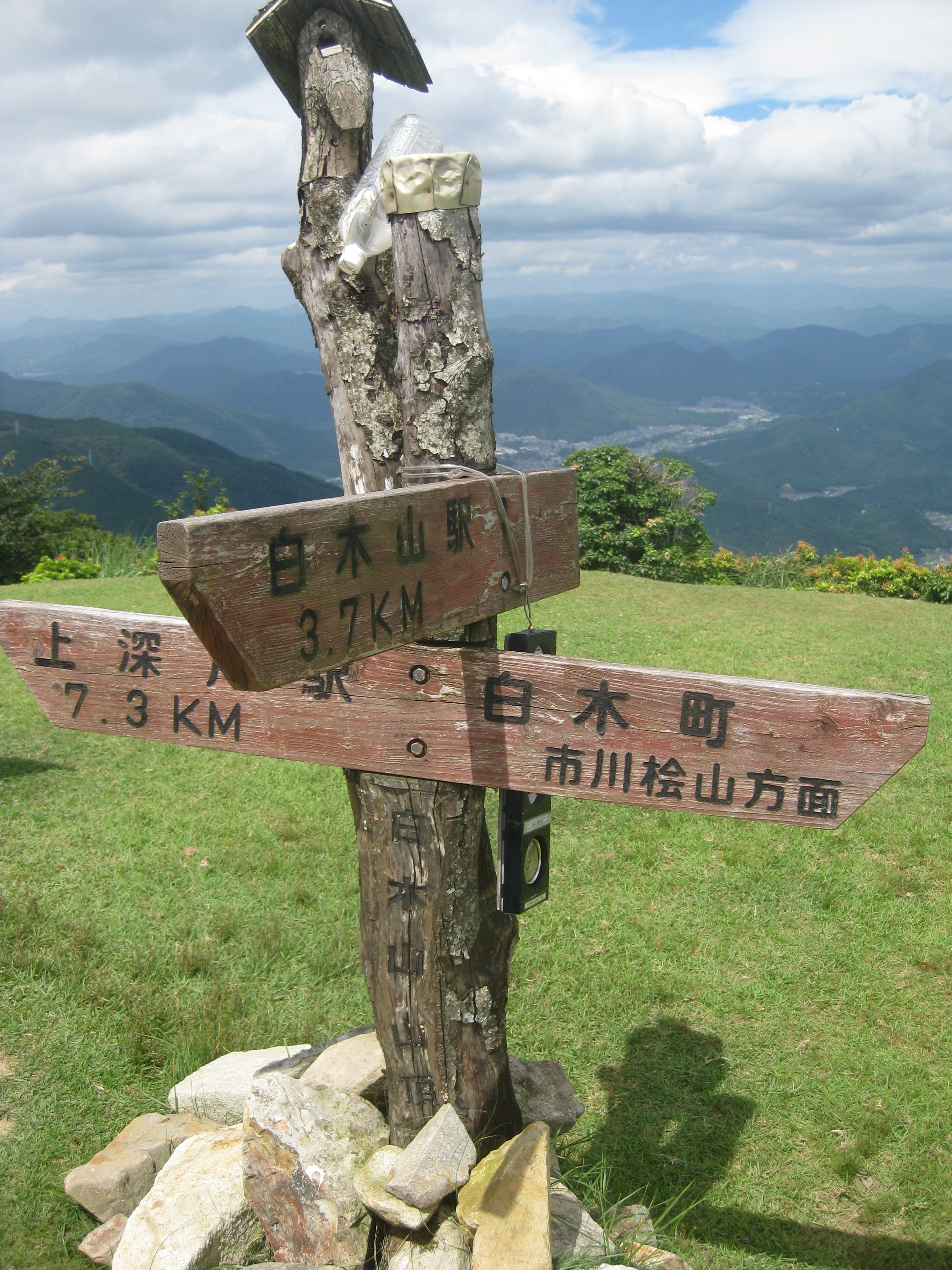
Blick vom Shiraki-yama nach Nordwesten

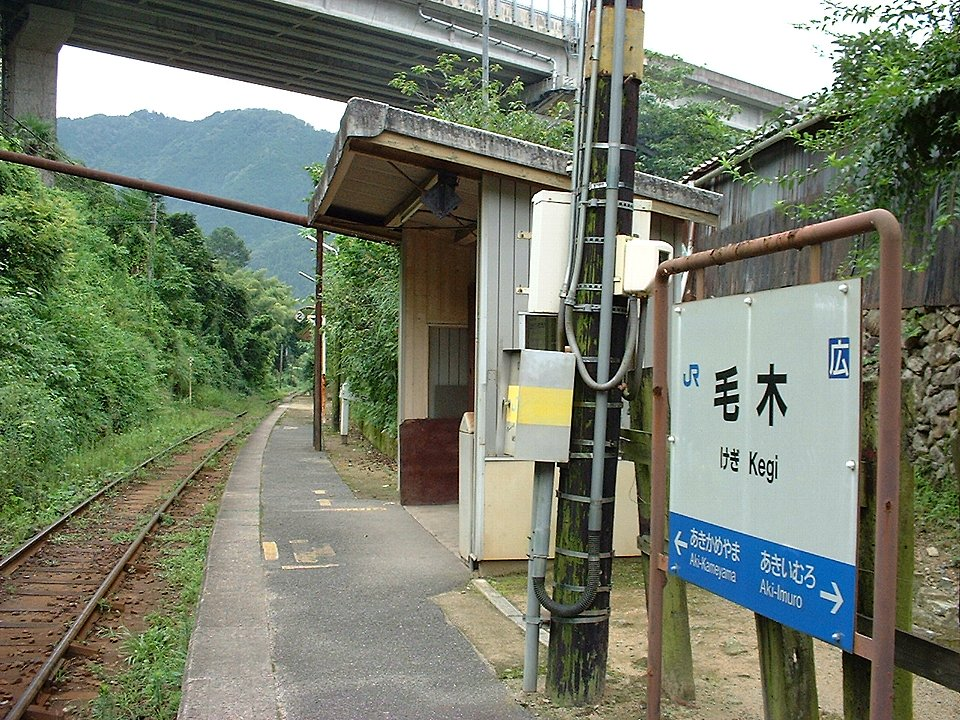
Der Bahnhof Kegi am stillgelegten Teil der Kabe-Eisenbahnlinie

Der Asakita-ku (jap. 安佐北区, „Bezirk Asa-Nord“) ist einer der acht Bezirke (-ku) der kreisfreien Stadt (-shi) Hiroshima, der Hauptstadt der westjapanischen Präfektur Hiroshima. Er liegt im Nordosten der Stadt und hat eine Fläche von 353,33 km², damit ist er der größte der acht Bezirke der Stadt Hiroshima und gehört zu den fünf flächengrößten Bezirken von durch Verordnung designierten Großstädten im ganzen Land. Asakita hat 138.232 Einwohner (Stand 1. Februar 2021).

## Geographie
Der Bezirk liegt größtenteils am linken Ufer des Ōta-gawa, der in einem engen Tal von Nordwesten kommend hier in einem breiteren Tal nach Süden wendet, im Westen des Bezirks gehören auch Gebiete am rechten Ufer dazu. Ein weiteres größeres Tal bildet der von Nordosten kommende Misasa-gawa (三篠川), der Bezirk erstreckt sich längs des Tals weit nach Nordosten. Von Norden kommt der kurze Nenotani-gawa (根谷川) aus den Bergen. Ein großer Teil der Besiedlung von Asakita liegt in der Ebene, wo die drei Flüsse zusammentreffen. Abseits der Flusstäler und kleinerer Nebentäler reicht Asakita weit ins Bergland. Im Bezirk liegt am Nabara-gawa (fließt in den Nenotani-gawa) der Präfekturnaturpark Nabara-Schlucht (Nabara-kyō kenritsu shizen kōen). Zu den Bergen im Bezirk gehören unter anderem der über 800 m hohe Shiraki-yama zwischen Misasagawa und Nenotanigawa und der über 700 m hohe Kabe-Kanmuri-yama oberhalb der Nabara-Schlucht.

## Geschichte
Der Bezirk Asakita entstand 1980 bei der Ernennung der Stadt Hiroshima zur Großstadt durch Regierungsverordnung (seirei shitei toshi) und umfasst Teile des in den 1970er Jahren vollständig in die Stadt Hiroshima eingemeindeten Landkreises (-gun) Asa der Präfektur Hiroshima, namentlich die früheren kreisangehörigen Städte (-chō) Kōyō (im Süden), Kabe (nordwestlich davon) und Asa (im Westen), sowie die ehemalige Stadt Shiraki (im Nordosten am Misasagawa) aus dem Kreis Takata, dessen übrige Teile später in der Stadt Aki-Takata aufgegangen sind. Im Südwesten und Süden grenzt der Asakita-ku an die Bezirke Saeki, Asaminami, Higashi und Aki der Stadt Hiroshima, im Osten und Norden an die kreisfreien Städte Higashi-Hiroshima und Aki-Takata und im Nordwesten an den Landkreis Yamagata mit den Gemeinden Kita-Hiroshima und Aki-Ōta.

## Verkehr
Im Nordwesten führt die Chūgoku-Autobahn durch den Bezirk, von der hier die Hiroshima-Autobahn nach Süden abzweigt. Wichtige Hauptstraßen sind die Kabe-kaidō und der parallele Kabe-bypass, hier die Nationalstraße 54, die aus der Innenstadt von Hiroshima kommend in Kabe das Ōta-Tal verlässt und nach Norden in Richtung Aki-Takata führt, sowie die Nationalstraße 191, die von Kabe Nach Nordwesten zur Hiroshima-Autobahn und dann als Kake-kaidō wieder durch das Ōta-Tal in Richtung Kake (heute Teil von Aki-Ōta) führt. Im Südosten führt auch die San’yō-Autobahn durch den Bezirk, aber ohne direkten Anschluss.
Einen Eisenbahnanschluss hat der Bezirk derzeit nur im Osten: Am Bahnhof Aki-Kameyama endet heute die Kabe-Linie der JR Nishi-Nihon aus der Innenstadt. Das Teilstück vom Bahnhof Kabe bis zum Bahnhof Sandankyō in Aki-Ōta wurde 2003 geschlossen, das kurze Teilstück bis Kameyama wurde nach Bauarbeiten zur Elektrifizierung im März 2017 wieder in Betrieb genommen. Durch das Misasa-Tal nach Nordosten führt die Geibi-Linie der JR Nishi-Nihon.